# Samtgemeinde Aue
Die Samtgemeinde Aue ist eine Samtgemeinde im Süden des Landkreises Uelzen, Niedersachsen. Ihr Name verweist auf den Fluss Aue, der die Samtgemeinde durchfließt. In der Samtgemeinde leben etwa 12.500 Einwohner.
Neben dem Samtgemeinderathaus in Wrestedt wird ein Bürgerbüro in Bad Bodenteich unterhalten.

## Mitgliedsgemeinden
Die Samtgemeinde Aue besteht aus den Gemeinden mit den Ortsteilen
- Bad Bodenteich, Flecken, mit Abbendorf, Bad Bodenteich, Bomke, Flinten, Häcklingen, Kuckstorf, Overstedt, Schafwedel und Schostorf
- Lüder mit Langenbrügge, Lüder, Reinstorf und Röhrsen sowie den Wohnplätzen Neu Lüder und Waldhof
- Soltendieck mit Bockholt, Heuerstorf, Kakau, Kattien, Müssingen, Soltendieck, Thielitz und Varbitz
- Wrestedt mit Bollensen, Breitenhees, Drohe, Emern, Esterholz, Gavendorf, Groß Pretzier, Hamborg, Kahlstorf, Kallenbrock, Klein Bollensen, Klein London, Klein Pretzier, Könau, Kroetze, Kroetzmühle, Lehmke, Nettelkamp, Niendorf II, Nienwohlde, Ostedt, Stadensen mit dem Wohnplatz Streuberg, Stederdorf, Wieren und Wrestedt

## Geschichte
Sie entstand am 1. November 2011 aus dem Zusammenschluss der Samtgemeinde Bodenteich mit der Samtgemeinde Wrestedt, deren Mitgliedsgemeinden sich gleichzeitig zur Gemeinde Wrestedt zusammenschlossen. Für die Fusion der bisherigen Samtgemeinden zahlte das Land Niedersachsen eine Entschuldungshilfe in Höhe von rund 10,6 Millionen Euro.

## Politik

### Samtgemeinderat
Der Samtgemeinderat Aue setzt sich aus 28 Ratsfrauen und Ratsherren zusammen. Dies ist die festgelegte Anzahl für eine Samtgemeinde mit einer Einwohnerzahl zwischen 11.001 und 12.000 Einwohnern. Die Ratsmitglieder werden durch eine Kommunalwahl für jeweils fünf Jahre gewählt. Neben den 28 in der Samtgemeindewahl gewählten Mitgliedern ist außerdem der hauptamtliche Samtgemeindebürgermeister im Rat stimmberechtigt.
Aus dem Ergebnis der Kommunalwahl 2021 ergab sich folgende Sitzverteilung:
| Samtgemeinderat 2021Insgesamt 28 Sitze - SPD: 7 - Grüne: 3 - WGA: 3 - FDP: 2 - CDU: 13 |

Vorherige Sitzverteilungen:
|      | CDU | SPD | WGA | GRÜNE | FDP | Gesamt   |
| 2016 | 12  | 10  | 3   | 2     | 1   | 28 Sitze |

### Wappen
Blasonierung: Die Samtgemeinde Aue führt als Wappen ein in grünem Schild über einem silbernen Wellen-Sturzsparren springenden goldenen Zehnender-Hirsch mit silbernen Geweih. Er trägt eine rote Decke, belegt mit einem silbernen Sparrenbalken (Zickzackbalken). 

## Öffentliche Einrichtungen
Die Samtgemeinde unterhält
- 19 Freiwillige Feuerwehren, die für den abwehrenden Brandschutz und die allgemeine Hilfe sorgen
- 3 Grundschulen[7]
- 3 Freibäder (davon 2 in privater Trägerschaft)
- 3 Kindergärten

## Religionen
Zur Ausübung des Glaubens sind mehrere Kirchengemeinden zuständig:
- Ev.-luth. Kirchengemeinde St. Petri in Bad Bodenteich
- Katholische Kirche St. Bonifatius in Bad Bodenteich
- Ev.-luth. Kirchengemeinde Lehmke-Wieren
- Ev.-luth. Kirchengemeinde Nettelkamp
- Selbständige Ev.-luth. Christus-Gemeinde Nettelkamp